# Vladimir Cosma
Vladimir Cosma (Bucarest, Reino de Rumanía, 13 de abril de 1940) es un compositor, violinista, pianista y director de orquesta rumano.

## Biografía
Vladimir Cosma forma parte de una familia de músicos:
- Teodor Cosma, su padre, era pianista y jefe de orquesta, y su madre, autora y compositora.
- Edgar Cosma, uno de sus tíos, era también compositor y pianista.
- Su abuela fue pianista.

En 1963, se instala en París y empieza su aprendizaje musical con Nadia Boulanger, en la Escuela Normal de Música de París. En 1966, Michel Legrand, que estaba trabajando en Las señoritas de Rochefort, le pide que se ocupe de las canciones (Oum le dauphin blanc, Où vont les ballons ?) y le propone, el año siguiente, que lo sustituya en la composición de la música de la película Alexandre le Bienheureux, que dirigiría Yves Robert.
Comienza a partir de ese momento para Cosma una vida de compositor de música para películas, obra en la que destaca Las locas aventuras de Rabbi Jacob y La Chèvre, con su tema expuesto con la flauta de pan, que son entre las más conocidos. Su trabajo fue premiado en el Festival de Cannes y consigue dos César de la mejor banda sonora gracias a las películas Diva, de Jean-Jacques Beineix, en 1982, y Le Bal, de Ettore Scola, en 1984.
Compone también la sintonía del telediario de TF1 que se emitieron entre 1975 y 1976, y las nuevas versiones entre 1976 y 1984. Después de más de 300 melodías y bandas sonoras, se dedica ahora a la escritura de Symphonie, suites symphoniques basadas en las célebres sintonías que compuso para el cine. Trabaja también desde hace unos años en un musical de Marcel Pagnol: la Trilogie marseillaise, cuya creación tuvo lugar en la Ópera Municipal de Marsella en septiembre del 2007.
Vincent Perrot escribió un libro sobre él: Vladimir Cosma comme au cinéma.

## Música cinematográfica
2003/2007
- 13 French Street, Jean-Pierre Mocky (2007)
- Le Bénévole, Jean-Pierre Mocky
- Les Ballets écarlates, Jean-Pierre Mocky (2007)
- Le Deal, Jean-Pierre Mocky (2006)
- Albert est méchant, Hervé Palud (2003)
- Le Furet, Jean-Pierre Mocky (2003)

2000/2001
- Marche et rêve ! Les homards de l'utopie, Paul Carpita (2001)
- Le Placard, Francis Veber (2001)
- La Vache et le président, Philippe Muyl

1999
- Le Schpountz, Gérard Oury (1999)
- Le Fils du Français, Gérard Lauzier (1999)
- Les Guignols de l'info - La Fiction, Bruno Le Jean (1999)

1996/1998
- Soleil, Roger Hanin
- La cena de los idiotas, Francis Veber
- Les Palmes de M. Schutz, Claude Pinoteau
- Le Plus Beau Métier du monde, Gérard Lauzier
- Le Jaguar, Francis Veber

1993/1994
- L'Affaire, Sergio Gobbi
- Cache cash, Claude Pinoteau
- Bonsoir, Jean-Pierre Mocky
- Montparnasse-Pondichéry, Yves Robert
- La Soif de l'or, Gérard Oury

1992
- Cuisine et dépendances, Philippe Muyl
- Coup de jeune, Xavier Gélin
- Le Souper, Édouard Molinaro
- Le Mari de Léon, Jean-Pierre Mocky

1991
- La Montre, la croix et la manière, Ben Lewin
- Ville à vendre, Jean-Pierre Mocky
- Le Bal des casse-pieds, Yves Robert
- La Totale !, Claude Zidi
- Dis-moi qui tu hais, Jean-Pierre Mocky
- La Neige et le Feu, Claude Pinoteau

1990
- La Pagaille, Pascal Thomas
- Le Château de ma mère, Yves Robert
- La Gloire de mon père, Yves Robert
- Il gèle en enfer, Jean-Pierre Mocky

1988
- La Vouivre, Georges Wilson
- L'étudiante, Claude Pinoteau
- Corps z'a corps, André Halimi

1986/1987
- Promis juré, Jacques Monnet
- Lévy et Goliath, Gérard Oury
- La Petite Allumeuse, Danièle Dubroux
- Le Moustachu, Dominique Chaussois
- Nitwits
- Astérix chez les Bretons
- Les fugitifs, Francis Veber
- Mort un dimanche de pluie, Joël Santoni
- Rahan, générique de la série animée

1984/1985
- La Galette du roi, Jean-Michel Ribes
- Les Rois du gag, Claude Zidi
- Le Gaffeur
- Le Jumeau, Yves Robert
- La Tête dans le sac, Gérard Lauzier
- Astérix et la Surprise de César, Paul y Gaëtan Brizzi
- P'tit con, Gérard Lauzier
- La Septième Cible, Claude Pinoteau
- Les Mondes engloutis, Nina Wolmark
- L'Amour en héritage, Kevin Connor
- Just the Way You Are o Tu manera de ser, Edouard Molinaro
- Einstein, Lazare Iglesis

1983
- L'étincelle, Michel Lang
- Drôle de samedi, Bay Okan
- Les Compères, Francis Veber
- Le bal, Ettore Scola
- Banzaï, Claude Zidi
- Retenez-moi... où je fais un malheur!, Michel Gérard
- Tout le monde peut se tromper, Jean Couturier
- La Chambre des dames, Yannick Andrei

1982
- Le Prix du danger, Yves Boisset
- La Boum 2, Claude Pinoteau
- L'As des as, Gérard Oury
- Jamais avant le mariage, Daniel Ceccaldi
- Le Père Noël est une ordure, Jean-Marie Poiré

1981
- Les Sous-doués en vacances, Claude Zidi
- La Chèvre, Francis Veber
- L'Année prochaine... si tout va bien, Jean-Loup Hubert
- Une affaire d'hommes, Nicolas Ribowski
- Pourquoi pas nous ?, Michel Berny y Maurice Biraud

1980
- Diva, Jean-Jacques Beineix
- Celles qu'on n'a pas eues, Pascal Thomas
- La Boum, Claude Pinoteau
- Inspecteur la Bavure, Claude Zidi
- Le Coup du parapluie, Gérard Oury
- C'est pas moi, c'est lui, Pierre Richard
- Le Bar du téléphone, Claude Barrois

1979
- La Femme enfant, Raphaelle Billetdoux
- Courage fuyons, Yves Robert
- Ils sont grands, ces petits, Joël Santoni
- Cause toujours... tu m'intéresses !, Edouard Molinaro
- La Dérobade, Daniel Duval
- Duos sur canapé, Marc Camoletti

1977/1978
- Confidences pour confidences, Pascal Thomas
- La Raison d'État, André Cayatte
- Plein les poches pour pas un rond..., Daniel Daert
- Je suis timide mais je me soigne, Pierre Richard
- La Zizanie, Claude Zidi
- Nous irons tous au paradis, Yves Robert
- Un oursin dans la poche, Pascal Thomas
- L'Animal, Claude Zidi
- À chacun son enfer, André Cayatte
- Le Chien de Monsieur Michel

1975/1976
- Le Jouet, Francis Veber
- L'Aile ou la Cuisse, Claude Zidi
- Les Robots pensants, Michel Subiela
- Un éléphant ça trompe énormément, Yves Robert
- Dracula père et fils, Edouard Molinaro
- La Surprise du chef, Pascal Thomas
- La Course à l'échalote, Claude Zidi
- Catherine et compagnie, Michel Boisrond
- Dupont Lajoie, Yves Boisset
- Le Téléphone rose, Edouard Molinaro
- Les Œufs brouillés, Joël Santoni
- Le Faux-cul, Roger Hanin

1974
- Le Chaud lapin, Pascal Thomas
- Le Retour du grand blond, Yves Robert
- La moutarde me monte au nez, Claude Zidi
- Un couple, parmi tant d'autres... mais si pervers
- La Virée superbe
- La Rivale

1972/1973
- La Dernière Bourrée à Paris, Raoul André
- Las locas aventuras de Rabbi Jacob, Gérard Oury
- La Raison du plus fou, François Reichenbach y Raymond Devos
- Pleure pas la bouche pleine, Pascal Thomas
- La Gueule de l'emploi, Jacques Rouland
- L'Affaire Crazy Capo, Patrick Jamain
- Salut l'artiste, Yves Robert
- Le Dingue, Daniel Daert
- Le Journal intime d'une nymphomane, Jesús Franco
- Les grands sentiments font les bons gueuletons, Michel Berny
- Le Grand Blond avec une chaussure noire, Yves Robert
- Les Zozos, Pascal Thomas
- Les Félines
- Lo B'Yom V'Lo B'Layla

Antes de 1971
- Les Malheurs d'Alfred (1971) Pierre Richard
- Le Caïn de nulle part (1970)
- Le Distrait (1970) Pierre Richard
- Teresa (1970) Gerard Vergez
- Le Voyageur (1970)
- Clérambard (1969) Yves Robert
- The Death of Joe the Indian (1968)
- Aserei Hahofesh (1968)
- Maldonne, Sergio Gobbi (1968)
- But (1968)
- Alexandre le bienheureux (1967) Yves Robert

## Ópera
A Vladimir Cosma le llevó casi tres años escribir su ópera Marius et Fanny, según l'œuvre de Marcel Pagnol. Esta ópera se creó en la Ópera Municipal de Marsella el 4 de septiembre de 2007, teniendo Roberto Alagna y Angela Gheorghiu los personajes principales.

## Cantata
En 2009, se publicó el 6 de junio su cantata 1209, compuesta para la ciudad de Béziers e interpretada por "Les Petits Chanteurs de la Trinité".